# Heuschrecken

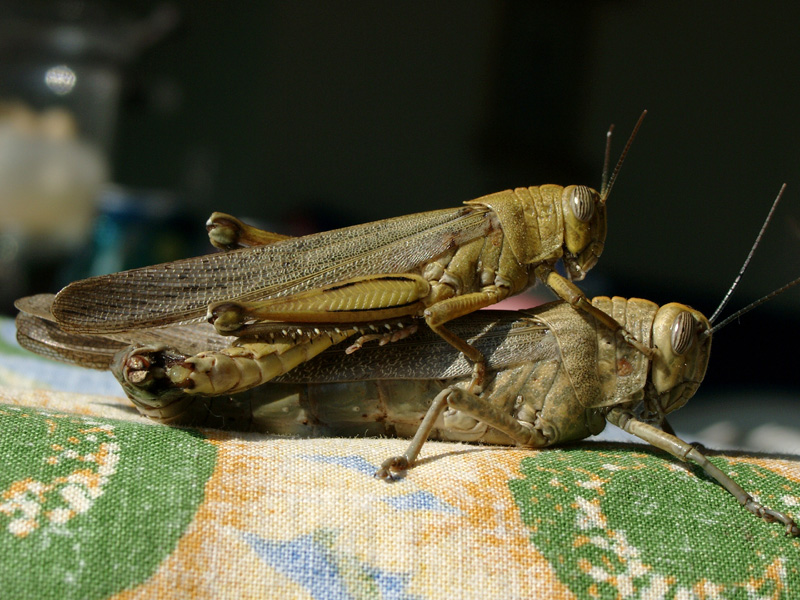
Kurzfühlerschrecken bei der Paarung; Männchen oben, Weibchen unten

Die Heuschrecken (Orthoptera) sind eine Ordnung der Insekten. Die mehr als 28.000 Heuschrecken-Arten kommen weltweit und in allen terrestrischen Lebensräumen vor, auch im Süßwasser. Bei einigen pflanzenfressenden Arten kann es – belegt seit dem Altertum – zu Massenvermehrungen kommen, sodass ganze Landstriche kahlgefressen und wirtschaftlich geschädigt werden. Aus Deutschland sind 82 Arten an Heuschrecken bekannt.
Die Heuschrecken werden in zwei leicht unterscheidbare Gruppen unterteilt, die Langfühlerschrecken (Ensifera) und Kurzfühlerschrecken (Caelifera). Das Schwestergruppenverhältnis dieser Gruppen – und damit die Monophylie des Taxons Orthoptera – ist aufgrund morphologischer und molekularbiologischer Studien vielfach bestritten worden (vgl. dazu den Abschnitt Systematik). Heute deutet aber die überwiegende Mehrzahl der Studien auf eine Zusammengehörigkeit hin.

## Wortherkunft
Die Bezeichnung „Heuschrecke“ ist schon althochdeutsch als hewiscrecko belegt und geht auf das althochdeutsche Verb schrecken „(auf)springen“ zurück. Das Sprungvermögen als auffallendste Eigenschaft steht auch bei anderen Bezeichnungen wie Springschrecken, Springhahn, Grashüpfer, Heuhüpfer oder Heugümper Pate. In der Umgangssprache werden mit dem Terminus Heuschrecke vor allem Vertreter der Kurzfühlerschrecken bezeichnet. Nicht ganz so eindeutig wird der Begriff Heuschrecke für die Vertreter der Langfühlerschrecken verwendet. Hier werden Vertreter mit abweichendem Körperbau im allgemeinen Sprachgebrauch nicht immer mit Heuschrecken assoziiert. Dies betrifft insbesondere die Grillen (Grylloidea).
Der wissenschaftliche Name Orthoptera stammt von griechisch ὀρθός orthos „gerade“ und -πτερος -pteros „geflügelt“. Der Name wurde von Guillaume-Antoine Olivier ursprünglich für eine weiter abgegrenzte Gruppe vergeben, die außer den Heuschrecken auch die Schaben, die Fangschrecken und die Gespenstschrecken umfasste. Diese Gruppierung wurde im Deutschen noch lange Zeit als „Geradflügler“ zusammengefasst. Nach heutigen Erkenntnissen bilden die so zusammengefassten Ordnungen aber keine natürliche Einheit. Zur Abgrenzung gegenüber dem Namen und Konzept der Geradflügler bevorzugten zahlreiche Wissenschaftler über lange Zeit den Namen Saltatoria Latreille, 1817, der heute aber als Synonym betrachtet wird.

## Merkmale

Körperbau der Orthoptera (weibliches Exemplar):
1 Fühler (Antennen)
2 Facettenauge
3 Wange (Gena)
4 Hinterkopf (Occiput)
5 Mundfeld (Peristom)
6 Halsschild (Pronotum)
7 Mesoepisternum
8 Mesoepimeron
9 Pleurafurchen (Sulcus pleuralis)
10 Metaepisternum
11 Metaepimeron
12 Vorderflügel (Ala anterior)
13 Rückenplatten (Tergite)
14 Tracheenöffnungen (Stigmata)
15 Cercus
16 Paraprokt
17 Ovipositor
18 Stirn (Frons)
19 Kopfschild (Clypeus)
20 Oberkiefer (Mandibel)
21 Oberlippe (Labrum)
22 Unterkiefer (Maxille)
23 Unterlippe (Labium)
24 Hüfte (Coxa)
25 Schenkelring (Trochanter)
26 Klaue (Unguis) und Arolium
27 Fuß (Tarsus)
28 Schenkel (Femur)
29 Schiene (Tibia)
30 Bauchplatten (Sternite)

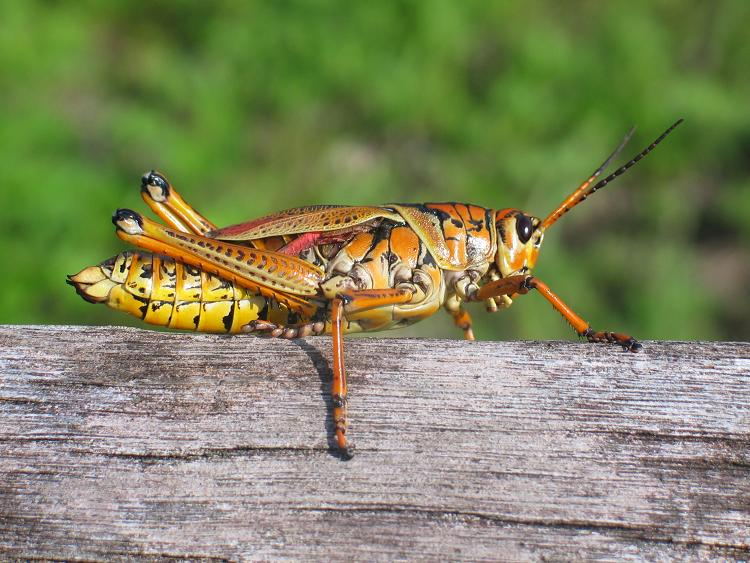
Kurzfühlerschrecke
Romalea microptera

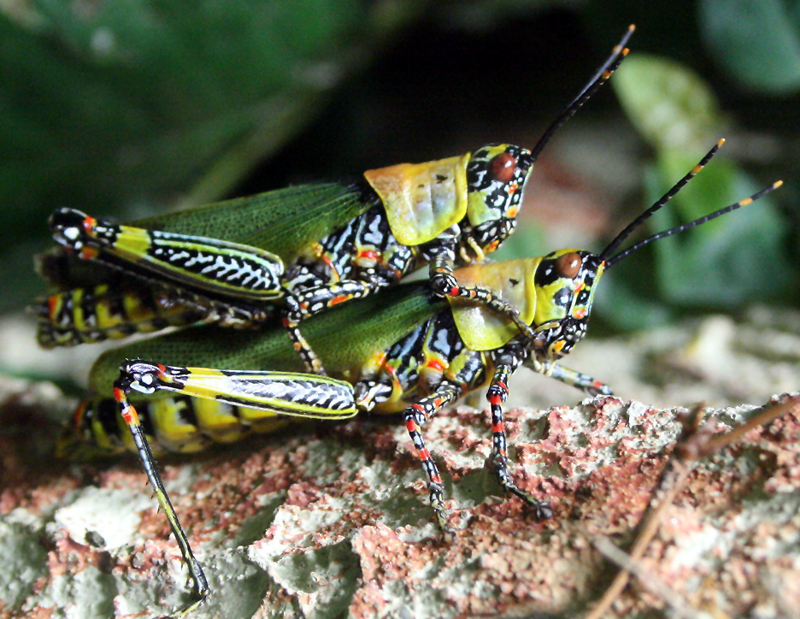
Harlekinschrecke
(Zonocerus variegatus)

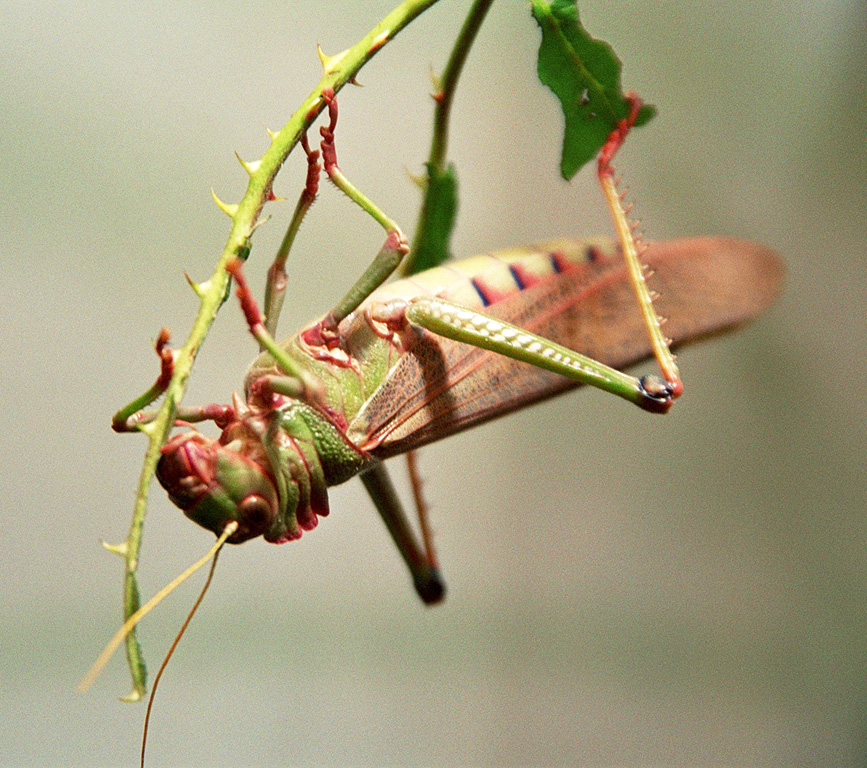
Südamerikanische Riesenheuschrecke

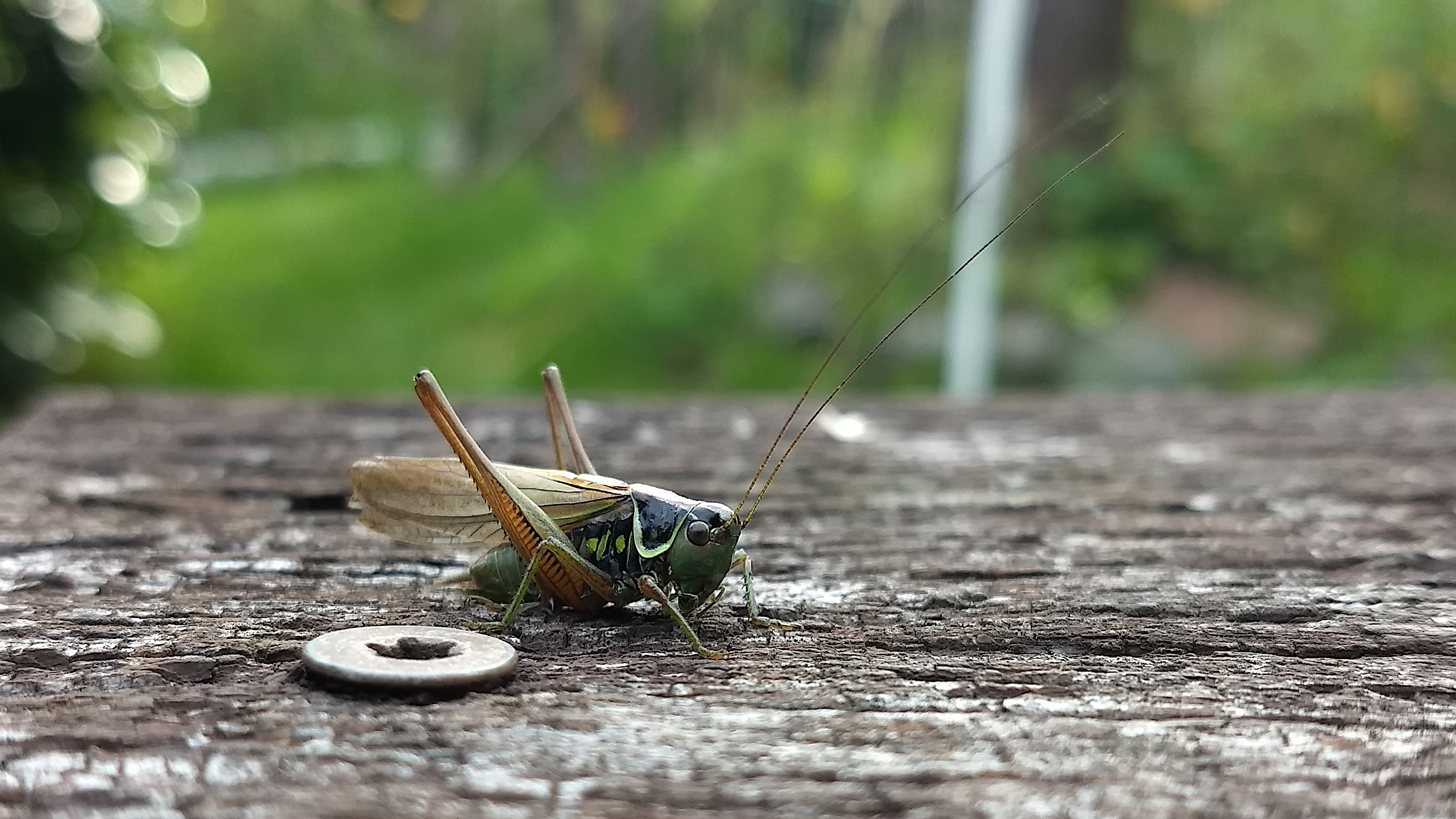
Langfühlerschrecke (Roeseliana roeselii, langflügelige Morphe) in einem Garten in Kiel, Schleswig-Holstein

Die Heuschrecken werden gegenüber verwandten Ordnungen durch folgende gemeinsame morphologische Merkmale (Autapomorphien) abgegrenzt:
- Bau des Pronotums: Dieses ist an den Seiten („sattelförmig“) herabgezogen. Es bedeckt die Pleuren, die stark rückgebildet und desklerotisiert sind („Cryptopleurie“).
- Bau der Hinterbeine: Diese sind als Sprungbeine ausgebildet. Die Schenkel (Femora) sind zur Aufnahme der Sprungmuskulatur vergrößert. Die Schienen (Tibien) sind meist stabförmig. Sie tragen auf der Oberseite zwei charakteristische Längsreihen aus kurzen Dornen. Es gibt Heuschrecken ohne Sprungvermögen, hier nimmt man aber einen sekundären Verlust an (z. B. bei unterirdischer Lebensweise). Arten aus verwandten Ordnungen besitzen manchmal Sprungvermögen, dieses ist dann aber auf anderer anatomischer Basis erreicht worden.
- Die vordersten Atemöffnungen (Stigmen) am Thorax sind zweiteilig. Der queren Teilung entsprechen zwei abgehende Tracheenstämme.
- Die Flügelanlagen der Nymphen (oder Larven) sind in den letzten beiden Larvalstadien umgestülpt, so dass die Hinterflügel auf der Oberseite liegen.
- Die Basis des Legebohrers (Ovipositor) ist durch eine vergrößerte Subgenitalplatte verdeckt.

Daneben gibt es zahlreiche weitere Gemeinsamkeiten, die aber schwieriger zu deuten sind. So haben sie mit zahlreichen verwandten Ordnungen gemeinsam, dass die Zahl der Tarsenglieder immer vermindert ist, von ursprünglich fünf auf meist drei oder vier. Die Cerci, Anhänge des Hinterleibsendes, bestehen gleichfalls immer nur aus wenigen Gliedern oder nur einem Glied.

### Sprungvermögen
Der Heuschreckensprung erfolgt durch ruckartige Streckung des Gelenks zwischen Femur und Tibia. Feldheuschrecken wie die Wüstenheuschrecke (Schistocerca gregaria) können eine Sprungweite von einem Meter (mit Startgeschwindigkeiten von 3,2 Meter pro Sekunde) erreichen. Die meisten Laubheuschrecken sind schlechtere Springer. Aber auch die Gemeine Strauchschrecke (Pholidoptera griseoaptera) kann 66 Zentimeter, und damit fast das Dreißigfache der Körperlänge, erreichen. Für den Sprung wesentlich ist die Anordnung der Muskeln mit einem stark verlängerten Strecker (Extensor-)Muskel, dessen Hebelarm zusätzlich durch die Führung der Sehne über einen knopfartigen Vorsprung verlängert wird. Außerdem werden für eine gewisse Periode Beuger- und Streckermuskeln gleichzeitig erregt, daraus resultiert beim Erschlaffen des Beugers eine explosionsartige Beschleunigung. Bei der Sprungmechanik sind zwei Typen unterscheidbar:
- Bei den meisten Feldheuschrecken und Grillen wird die Energie für den Sprung überwiegend nicht durch die Muskelaktivität selbst, sondern durch Verformung des Außenskeletts, ähnlich einer gespannten Feder, gespeichert. Dadurch kann beim Lösen eines Sperrmechanismus die Energie ruckartig freigesetzt werden. Ein Großteil der Federkraft wird meist in der Verformung eines halbmondförmigen Sklerits nahe dem Gelenk gespeichert.
- Bei den meisten Laubheuschrecken erfolgt der Sprungantrieb überwiegend durch direkte Muskelkontraktion. Zur Verbesserung der Sprungeigenschaften besitzen sie besonders stark verlängerte Hinterbeine.

### Flügel
Heuschrecken besitzen meist relativ schmale Vorderflügel. Die Hinterflügel sind hinten zu einem großen Analfächer oder „Vannus“ erweitert und erreichen dadurch ein Vielfaches der Fläche der Vorderflügel. Sie tragen etwa drei Viertel zum Auftrieb bei. Der Vannus ist durch Längsadern, ähnlich dem Gestänge eines Regenschirms, aufgespannt und durch zahlreiche Queradern versteift. Seine Fläche ist durch abwechselnd hoch und tief stehende Adern (Korrugation) Wellpappe-artig versteift. In Ruhelage wird er entlang dieser Linien wie ein Fächer eingefaltet. Die Vorderflügel sind bei den meisten Heuschrecken derb und lederartig als Deckflügel (Tegmina) ausgebildet, es gibt aber Gruppen mit dünnen, membranösen Vorderflügeln. Bei vielen Arten ist der Raum vor der vorderen Randader, der Costa, auffallend erweitert und bildet ein sogenanntes Präcostalfeld aus (mögliche Autapomorphie). In Ruhelage werden die Flügel meist dachförmig über dem Hinterleib, seltener flach auf dessen Oberseite liegend, getragen.
Beim Flug werden beide Flügelpaare unabhängig voneinander bewegt. Die Hinterflügel sind im Abschlag aufgewölbt, im Gegensatz zu anderen Insektenordnungen werden sie im Schlag nicht gedreht und tragen im Aufschlag nichts zum Auftrieb bei. Durch den Flugmechanismus sind viele Heuschrecken zwar schnelle und ausdauernde Flieger, besitzen aber nur geringe Manövrierfähigkeit.

### Akustische Kommunikation und Lauterzeugung
Bei den meisten Heuschrecken, sowohl Caelifera wie Ensifera, finden sich die Geschlechter durch Gesänge des Männchens, welche das Weibchen anlocken. Um die erzeugten Laute auch hören zu können, besitzen sie Hörorgane, die Tympanalorgane, die ähnlich wie Wirbeltierohren Schall durch den Schalldruck detektieren können, also nicht nur die Schwingungen aufnehmen. Dies ist ihr primärer biologischer Zweck; sie werden von manchen Arten aber auch zur Wahrnehmung von fremden Arten, zum Beispiel zur Erkennung der Ortungslaute von Fledermäusen genutzt. Sowohl die Lauterzeugung als auch das Hören findet in beiden Unterordnungen an verschiedenen Stellen und nach völlig unterschiedlichen Prinzipien statt, so dass man von Konvergenz ausgehen muss.

## Systematik

### Sind die Orthoptera eine Ordnung?
Die Zusammengehörigkeit der Caelifera und Ensifera ist vor allem durch eine einflussreiche Serie von Veröffentlichungen des kanadischen Entomologen Keith Kevan zeitweise stark bezweifelt worden. Auch einige molekulare Studien deuteten in diese Richtung. Die Orthopterologie (von altgriechisch ὀρθός orthós „gerade“, altgriechisch πτερά pterá „Flügel“ und altgriechisch -λογία -logía „die Wissenschaft“) beschäftigt sich mit dieser Frage. Eine Untersuchung des Flügelgelenks lässt es zumindest möglich erscheinen, dass die Langfühlerschrecken näher mit den Gespenstschrecken (Phasmatodea) verwandt wären als mit den Kurzfühlerschrecken. Heute geht aber die überwiegende Zahl der Forscher von einer monophyletischen Ordnung Orthoptera aus. Eine Zusammengehörigkeit wurde auch in zahlreichen molekularen Studien bestätigt (z. B.).

### Äußere Systematik
Die Heuschrecken gehören zu einem Verwandtschaftskreis morphologisch relativ urtümlicher Insektenordnungen, der als Polyneoptera bezeichnet wird. Gemeinsames Merkmal der hier zusammengefassten Ordnungen sind im Flügelbau die durch einen großen Analfächer erweiterten Hinterflügel sowie der dadurch bedingt ähnliche Flugstil. Auch durch molekulare Studien (über homologe DNA-Sequenzen) wird ihre Zusammengehörigkeit unterstützt. Die Gliederung der Polyneoptera gehört zu den schwierigsten Problemen der Systematik und Phylogenie der Insekten, ist bis heute nicht abschließend geklärt und zwischen verschiedenen Forschern sehr umstritten. Nach morphologischen Studien wurden am häufigsten die Gespenstschrecken (Phasmatodea) als Schwestergruppe genannt. Auch die Gladiatoren (Mantophasmatodea) und die Grillenschaben (Grylloblattodea) gelten demnach als nahe verwandt (beide waren historisch als Heuschrecken fehlgedeutet worden).
Bei molekularen Studien wurde diese Zusammenfassung (in etwas wechselnder Ausdehnung als Orthopterida, Orthopteroidea oder Orthoneoptera bezeichnet) nicht immer unterstützt. In den meisten neueren Studien gibt es Hinweise auf eine isolierte Stellung der Heuschrecken, möglicherweise mit den anderen Polyneoptera als Schwestergruppe. Demnach bestände die lange als sicher angesehene engere Verwandtschaft zu den Phasmatodea in Wirklichkeit nicht. Diese Resultate sind allerdings vorläufig und können sich in neueren Untersuchungen noch verändern.

### Innere Systematik
Die Gliederung der Orthoptera in die beiden Unterordnungen Ensifera und Caelifera und die Monophylie dieser beiden Gruppen ist heute fast unstrittig, wenn man fossile Formen aus der Trias oder älter außen vor lässt. Eine Gliederung bis auf Familienebene könnte so aussehen
(ohne nur fossil bekannte Gruppen):
- Unterordnung Langfühlerschrecken (Ensifera) Chopard, 1920
  - Überfamilie Hagloidea Handlirsch, 1906
    - Familie Prophalangopsidae Kirby, 1906 (7 Gattungen, 8 Arten)

  - Überfamilie Stenopelmatoidea Burmeister, 1838
    - Familie Anostostomatidae Saussure, 1859 (41 Gattungen, 206 Arten) (Weta)
    - Familie Cooloolidae Rentz, 1980 (1 Gattung, 4 Arten)
    - Familie Gryllacrididae Blanchard, 1845 (94 Gattungen, 675 Arten)
    - Familie Stenopelmatidae Burmeister, 1838 (6 Gattungen, 28 Arten)

  - Überfamilie Tettigonioidea Krauss, 1902
    - Familie Tettigoniidae Krauss, 1902 (1193 Gattungen, 6827 Arten) (Laubheuschrecken)

  - Überfamilie Rhaphidophoroidea Walker, 1871
    - Familie Rhaphidophoridae Walker, 1871 (77 Gattungen, 497 Arten)

  - Überfamilie Schizodactyloidea Blanchard, 1845
    - Familie Schizodactylidae Blanchard, 1845 (2 Gattungen, 15 Arten)

  - Überfamilie Grylloidea Laicharting, 1781
    - Familie Gryllidae Laicharting, 1781 (597 Gattungen, 4664 Arten) (Echte Grillen)
    - Familie Gryllotalpidae Leach, 1815 (6 Gattungen, 100 Arten) (Maulwurfsgrillen)
    - Familie Mogoplistidae Brunner von Wattenwyl, 1873 (30 Gattungen, 365 Arten)
    - Familie Myrmecophilidae Saussure, 1874 (5 Gattungen, 71 Arten) (Ameisengrillen)
- Unterordnung Kurzfühlerschrecken (Caelifera) Ander, 1936
  - Überfamilie Tridactyloidea Brullé, 1835
    - Familie Cylindrachetidae Bruner, 1916 (3 Gattungen, 16 Arten)
    - Familie Ripipterygidae Ander, 1939 (2 Gattungen, 69 Arten)
    - Familie Tridactylidae Brullé, 1835 (10 Gattungen, 132 Arten)

  - Überfamilie Tetrigoidea Serville, 1838
    - Familie Tetrigidae Serville, 1838 (221 Gattungen, 1246 Arten) (Dornschrecken)

  - Überfamilie Eumastacoidea Burr, 1899
    - Familie Chorotypidae Stål, 1873 (43 Gattungen, 160 Arten)
    - Familie Episactidae Burr, 1899 (18 Gattungen, 64 Arten)
    - Familie Eumastacidae Burr, 1899 (47 Gattungen, 230 Arten)
    - Familie Euschmidtiidae Rehn, 1948 (61 Gattungen, 191 Arten)
    - Familie Mastacideidae Rehn, 1948 (2 Gattungen, 10 Arten)
    - Familie Morabidae Rehn, 1948 (42 Gattungen, 123 Arten)
    - Familie Proscopiidae Serville, 1838 (32 Gattungen, 214 Arten)
    - Familie Thericleidae Burr, 1899 (57 Gattungen, 220 Arten)

  - Überfamilie Trigonopterygoidea Walker, 1870
    - Familie Trigonopterygidae Walker, 1870 (4 Gattungen, 16 Arten)
    - Familie Xyronotidae Bolívar, 1909 (2 Gattungen, 4 Arten)

  - Überfamilie Tanaoceroidea Rehn, 1948
    - Familie Tanaoceridae Rehn, 1948 (2 Gattungen, 3 Arten)

  - Überfamilie Pneumoroidea Blanchard, 1845
    - Familie Pneumoridae Blanchard, 1845 (9 Gattungen, 17 Arten)

  - Überfamilie Pyrgomorphoidea Brunner von Wattenwyl, 1882
    - Familie Pyrgomorphidae Brunner von Wattenwyl, 1882 (143 Gattungen, 455 Arten) (Kegelkopfschrecken)

  - Überfamilie Acridoidea MacLeay, 1821
    - Familie Acrididae MacLeay, 1821 (Feldheuschrecken, 1380 Gattungen, 6016 Arten)
    - Familie Charilaidae Dirsh, 1953 (4 Gattungen, 5 Arten)
    - Familie Dericorythidae Jacobson & Bianchi, 1902–1905 (22 Gattungen, 179 Arten)
    - Familie Lathiceridae Dirsh, 1954 (3 Gattungen, 4 Arten)
    - Familie Lentulidae Dirsh, 1956 (11 Gattungen, 35 Arten)
    - Familie Lithidiidae Dirsh, 1961 (4 Gattungen, 13 Arten)
    - Familie Ommexechidae Bolívar, 1884 (13 Gattungen, 33 Arten)
    - Familie Pamphagidae Burmeister, 1840 (94 Gattungen, 448 Arten)
    - Familie Pyrgacrididae Kevan, 1974 (1 Gattung, 2 Arten)
    - Familie Romaleidae Brunner von Wattenwyl, 1893 (111 Gattungen, 465 Arten)
    - Familie Tristiridae Rehn, 1906 (18 Gattungen, 25 Arten)

## Lebensweise

### Begattung
Die Begattung findet bei allen Heuschrecken durch Übertragung eines Spermienpakets (Spermatophore) vom Männchen zum Weibchen statt. Bei den Caelifera wie den Feldheuschrecken (Acrididae) wird die Spermatophore intern mittels eines mehr oder weniger komplex gebauten Begattungsapparats (Aedeagus) appliziert. Beim Trennen der Partner bricht die Spermatophore auf, der tubusförmige Teil bleibt im weiblichen Genitaltrakt stecken. Dieser Tubus verhindert, bis er resorbiert worden ist, weitere Begattungsversuche von Konkurrenten. Der Aedeagus ist bei manchen Gruppen (Acrididae: Catantopinae, Melanoplinae) kompliziert gebaut und artspezifisch verschieden, bei vielen anderen aber zwischen den Arten sehr ähnlich und kaum unterscheidbar. Bei den Ensifera wie den Laubheuschrecken und Grillen fehlt ein Aedeagus. Das Männchen appliziert hier eine große Spermatophore außen. Diese enthält meist einen großen Anhangsteil (Spermatophylax), der nährstoffreich, aber frei von Spermien ist. Diese große Spermatophore dient nicht nur der Konkurrenz der Männchen untereinander, sondern liefert auch wertvolle Nährstoffe, die den Fortpflanzungserfolg des Weibchens und somit auch des begattenden Männchens steigern.

### Eiablage

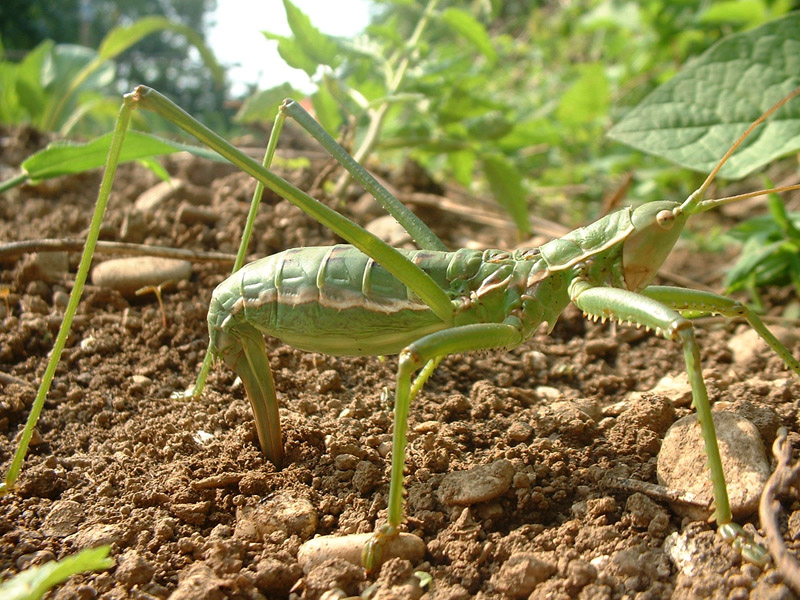
Eiablage in den Boden bei Saga pedo

Die Ensifera nutzen ihren langen Legebohrer, um Eier entweder im Boden oder in weichem Pflanzengewebe zu versenken. Bei den Caelifera ist der Ovipositor sekundär umgebaut, von den drei Valvenpaaren ist eines bis auf Rudimente zurückgebildet. Die beiden anderen bilden lose Klappen aus. Sie dienen in der Regel als Grabwerkzeuge bei der Eiablage in den Boden. Bei einigen Arten werden die Eier stattdessen auch an Pflanzen abgelegt, dann aber immer oberflächlich.
Die meisten Heuschrecken legen ihre Eier einzeln oder in losen, kleinen Gelegen ab. Die Arten der Überfamilie Acridoidea (Feldheuschrecken und Verwandte) hüllen sie in eine Oothek ein. Diese besteht aus einem schaumigen Sekret, das oft später erhärtet. Die Oothek kann mit Boden oder Pflanzenteilen verklebt und so zusätzlich getarnt sein.

### Nymphen

Larvenstadien und Imago von Melanoplus atlantus (Familie Acrididae)

Heuschreckennymphen ähneln den Imagines in ihrer Körpergestalt, in der Regel auch in ihrer Lebensweise. Heuschrecken sind also hemimetabole Insekten, eine Verpuppung findet nicht statt. Meist sind Nymphen und Imagines im selben Lebensraum nebeneinander verbreitet und besitzen identische oder ähnliche Nahrungspräferenzen. Flügelanlagen und Körperanhänge wie Legebohrer und Cerci sind vom ersten Nymphenstadium an vorhanden, so dass es nicht immer einfach ist, v. a. bei kurzflügeligen Arten, Nymphen von Imagines zu unterscheiden.
Aus dem Ei schlüpft bei allen Heuschrecken ein wurmförmiges („vermiformes“) erstes Stadium aus (Prolarve), das sich sofort (bzw. nach Verlassen der Oothek) zum ersten Nymphenstadium häutet. Die Zahl der Nymphenstadien ist zwischen den Arten variabel, sie kann außerdem auch innerhalb derselben Art je nach Tageslänge, Lebensbedingungen, und Geschlecht variabel sein. Die meisten Feldheuschrecken besitzen 4, 5 oder 6 Nymphenstadien (Maximum 10), bei Laubheuschrecken und Grillen sind es meist 5 bis 9 bei Wetas 7 bis 11. Die maximal gemessene Anzahl liegt hier bei 14 (beim Heimchen (Acheta domesticus) unter ungünstigen Lebensbedingungen).
Die meisten Heuschreckenarten besitzen eine Generation pro Jahr (monovoltin). Bei wenigen Arten gibt es zwei oder mehr Generationen im selben Jahr, oder eine Generation benötigt zwei Jahre, um den Lebenszyklus zu vollenden.

### Gefährdung
Jede vierte der mehr als 1000 in Europa heimischen Heuschrecken-Arten gilt als gefährdete Art. Zu den wichtigsten Gefährdungsursachen zählen die Intensivierung der Landwirtschaft, die ansteigende Zahl von Feuern im Mittelmeerraum sowie die Urbanisierung und die touristische Erschließung von Küsten und Gebirgen. Die Gefährdung vieler Heuschrecken-Arten ist auch eine Folge ihrer gelegentlich extrem kleinen Verbreitungsgebiete: Viele Arten kommen nur auf einzelnen Inseln oder an kleinen Berghängen vor; jede Veränderung der Landnutzung auf solch kleinen Flächen kann daher schnell zum Aussterben von Arten führen.

## Ernährung
Heuschrecken besitzen kräftige Beißmandibeln, die bei allen Arten für die Nahrungsgewinnung wesentlich sind. Die Mandibeln fast aller Arten sind asymmetrisch (linke und rechte Mandibel sind verschieden) und überlappen sich etwas in Ruhelage. Die Mandibel besteht, wie bei vielen Insekten, aus einer vorderen, meist gezähnten Schneidekante (Incisivi) und einer dahinter liegenden, verbreiterten Kaulade (Molarregion, Mola) zum Zermahlen der Nahrung. Je nach Ernährungstyp und Vorzugsnahrung ist der Bau der Mandibeln (untergeordnet auch der anderen Mundwerkzeuge) abgewandelt. Unterschieden werden ein graminivorer Typ (Gräser), ein herbivorer oder forbivorer Typ (Kräuter), ein graminivor-herbivorer oder ambivorer Typ (beides), ein omnivorer Typ (Pflanzenfresser und Räuber) und ein karnivorer Typ (Räuber). Einige Untersucher unterscheiden weitere Typen und Subtypen.
Viele Arten sind in der Art ihrer Nahrung tatsächlich wenig spezialisiert (omnivor), sowohl im Nahrungswahlversuch im Labor wie auch nach Freilandbeobachtungen und Analyse von Nahrungsresten im Kropf oder im Kot akzeptieren sie sowohl tierische wie auch pflanzliche Kost in wechselnden Anteilen. Unter den pflanzenfressenden Insekten sind die Heuschrecken eine Ausnahme: Sie sind die einzige Gruppe, bei der die Mehrzahl der Arten polyphag ist, das heißt, dass sie Nahrungspflanzen aus mehr als einer Familie akzeptieren. Bei den anderen Gruppen sind es üblicherweise weniger als ein Viertel der Arten. Bei genauerer Untersuchung sind allerdings bei verschiedenen Arten und Artengruppen doch deutliche Präferenzen erkennbar, auch wenn die Tiere, zum Beispiel in Notzeiten bei Nahrungsmangel, ausnahmsweise auch anderes akzeptieren. So ernähren sich die eigentlichen „Grashüpfer“ (Acrididae: Gomphocerinae) tatsächlich fast ausschließlich von Süßgräsern. Arten der Unterfamilie Melanoplinae hingegen bevorzugen, wie auch zahlreiche Laubheuschrecken und Grillen, krautige Pflanzen. Arten mit vegetationsarmen Vorzugshabitaten wie viele in Felsheiden oder Sandfluren lebende Dornschrecken (Tetrigidae) und Ödlandschrecken (Acrididae: Oedipodinae) ernähren sich zu größeren Anteilen von Algen, Flechten und Moosen. Obwohl viele Arten in Baumkronen leben, sind verhältnismäßig wenige auf Blätter von Laubbäumen spezialisiert. Allerdings ist außerhalb von Europa und Nordamerika die Biologie der meisten Arten (mit Ausnahme einiger landwirtschaftlicher Schädlinge) weitgehend unbekannt.

## Heuschrecken und der Mensch

### Heuschreckenplagen und Bekämpfung

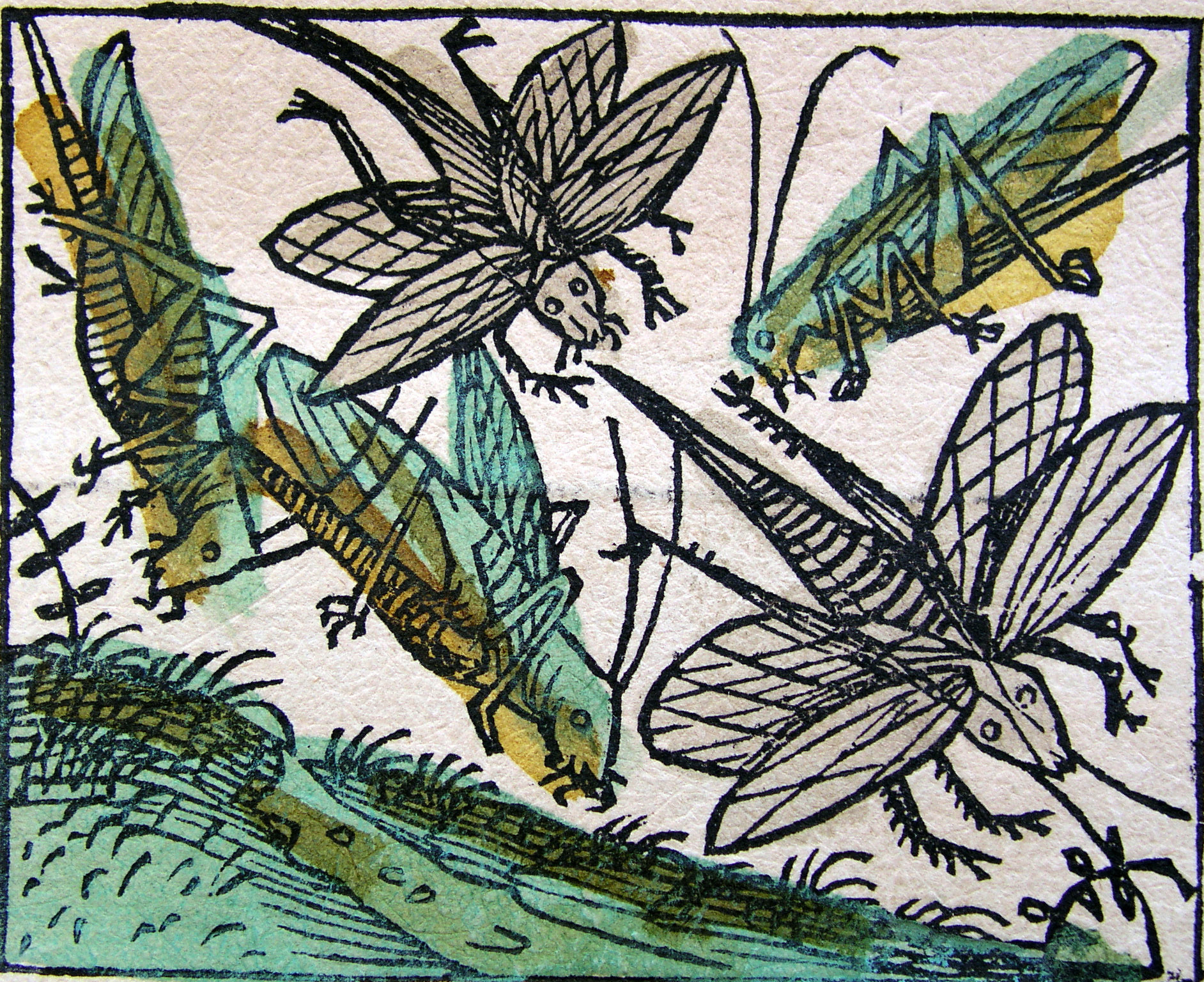
Holzschnitt aus der Schedelschen Weltchronik (1493)

Insgesamt werden 12 Heuschreckenarten als Wanderheuschrecken bezeichnet. Schon in vorgeschichtlicher Zeit wurden menschliche Siedlungen von gefräßigen Schwärmen der Wanderheuschrecken heimgesucht.
In Europa werden für das Mittelalter rund 400 Einfälle geschätzt, so beispielsweise 1338 und 1408. Eine der frühesten Darstellungen, eine ägyptische Grabmalerei aus dem 15. Jahrhundert v. Chr., zeigt eine Heuschrecke auf einer Papyrusblüte. Angefangen mit der ägyptischen Plage, die im 2. Buch Mose (Exodus) beschrieben ist, werden Heuschrecken allein in der Bibel 30 Mal erwähnt. Auch den Azteken waren die Insekten bereits lange vor Ankunft der Europäer bekannt.
Einer der bisher größten dokumentierten Heuschreckenschwärme ließ sich im Jahr 1784 in Südafrika nieder. Damals bedeckten über 300 Milliarden Insekten schätzungsweise 3000 km² Land. Ihrer Fressgier fielen täglich rund 600.000 Tonnen Pflanzen zum Opfer. Der Wind trieb den Schwarm auf das offene Meer hinaus. Die toten Insekten wurden mit der Flut wieder an Land gespült. Sie türmten sich am Strand auf einer Länge von 80 Kilometern bis über einen Meter hoch auf.
Die Felsengebirgsschrecke (Melanoplus spretus), die den Mittleren Westen der USA im 19. Jahrhundert mit den größten jemals dokumentierten Schwärmen heimsuchte, ist um den Wechsel zum 20. Jahrhundert ausgestorben, denn seit 1902 hat man kein lebendiges Exemplar mehr gesehen. Doch andere Heuschreckenarten vernichten noch immer in regelmäßigen Abständen in Afrika, Asien, Südamerika und Australien die Ernten und zerstören die Lebensgrundlage der Menschen. Heute werden Heuschreckenschwärme meist mit Hilfe von Insektiziden bekämpft.

### Heuschrecken als Lebensmittel

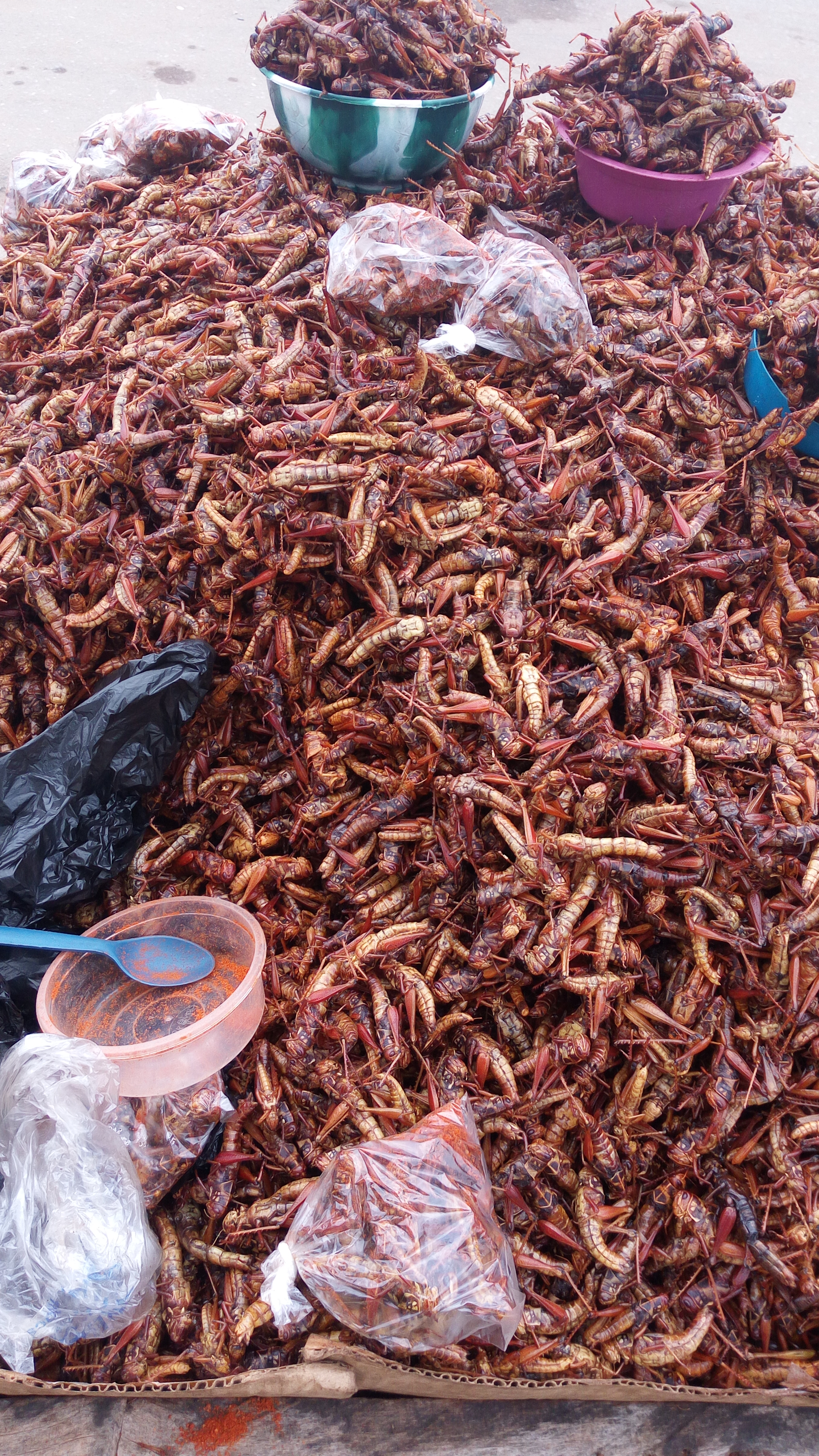
Frittierte Heuschrecken in Nigeria

Viele Heuschreckenarten sind essbar und werden als Lebensmittel genutzt, 278 Arten mit Verzehrtradition sind wissenschaftlich dokumentiert. Heuschrecken werden traditionell in Teilen Afrikas, Asiens und Südamerikas als eiweißreiches Lebensmittel verzehrt. Meist werden sie zur Zubereitung gebraten oder gegrillt.
Im Judentum sind Heuschrecken, mit Einschränkungen je nach Glaubensrichtung, koscher. Die arabische Küche (zum Beispiel im Jemen) kennt Heuschrecken als Vorspeise. In Kambodscha werden größere Exemplare mit Erdnüssen gefüllt und bei starker Hitze kurz im Wok gebraten. Auch im alten Orient wurden bereits Heuschrecken verspeist.
Trotz des traditionellen Verzehrs in weiten Teilen der Welt gelten Insekten in Europa als neuartige Lebensmittel und bedürfen einer gesonderten Zulassung. In der Europäischen Union ist eine Heuschreckenart, die Europäische Wanderheuschrecke (Locusta migratoria), seit 12. November 2021 als Lebensmittel zugelassen.
In der Schweiz ist diese seit dem 1. Mai 2017 als Lebensmittel zugelassen. Diese Heuschrecken dürfen damit unter bestimmten Voraussetzungen als ganze Tiere, zerkleinert oder gemahlen an Verbraucher abgegeben werden.

### Heuschrecken als Futtermittel
Bestimmte Heuschreckenarten werden als Tierfutter genutzt, vor allem für Terrarientiere. Als Futtertiere sind Heuschrecken besonders geeignet, da alle Altersstufen (von wenigen Millimetern bis zu sechs Zentimetern Größe) zur Verfütterung zur Verfügung stehen, die Größe des Lebendfutters muss aber an die gefütterten Tiere angepasst sein. Wander- und Wüstenheuschrecken sind neben Grillen, Schaben und Mehlwürmern das Hauptfutter fleischfressender Haus-Reptilien. Dabei werden Wanderheuschrecken bevorzugt, da Wüstenheuschrecken auch an den Glaswänden der Terrarien hochklettern können.
Viele Halter von Terrarientieren (besonders von Reptilien) züchten das Lebendfutter ihrer Tiere selbst. Wanderheuschrecken werden in einem gut durchlüfteten Terrarium gehalten, aus welchem die Tiere nicht entweichen können. Die Haltung ist geräusch- und geruchlos und der Arbeitsaufwand klein. Gefüttert werden sie mit Weizenkeimlingen, Sojakeimlingen, Heu, Salaten oder Gras. Das Grünfutter muss insektizidfrei sein und darf nicht mit Pilzen und Fadenwürmern verunreinigt sein; beides kann Heuschrecken schaden. Eiweißreiche Ernährung hilft der Gesundheit der Tiere. Die Heuschrecken werden täglich gefüttert. Die Vermehrung kann gestoppt werden, indem der Zuchtbehälter auf unter 30 °C abgekühlt wird. Heuschrecken, die im Terrarium freigelassen und nicht von den Reptilien gefressen werden, können Fraßschäden an der Bepflanzung anrichten.

## Verschiedenes
Zu den größten noch lebenden Heuschrecken zählen die Weta mit bis zu 9 cm Körperlänge.

## Belege
1. 1 2  Orthoptera speciesfile online.
2. ↑   Christiane Amédégnato, Hendrik Devriese: Global diversity of true and pygmy grasshoppers (Acridomorpha, Orthoptera) in freshwater. In: E. V. Balian, C. Lévêque, H. Segers, K. Martens (Hrsg.): Freshwater Animal Diversity Assessment. In: Developments in Hydrobiology. Band 198, 2008, S. 535–543.
3. ↑  S. Maas, P. Detzel, A. Staudt: Rote Liste und Gesamtartenliste der Heuschrecken (Saltatoria) Deutschlands. In: M. Binot-Hafke, S. Balzer, N. Becker, J. Gruttke, H. Haupt, N. Hofbauer, G. Ludwig, G. Matzke-Hajek, M. Strauch (Hrsg.): Rote Liste gefährdeter Tiere, Pflanzen und Pilze Deutschlands. Band 3: Wirbellose Tiere (Teil 1). Landwirtschaftsverlag, Münster 2011 (= Naturschutz und Biologische Vielfalt. Band 70, Nr. 3, S. 577–606.
4. ↑  Orthoptera.ch. Heuschrecken-Plattform für die Schweiz und Europa. Orthoptera.ch, abgerufen am 15. Oktober 2022.
5. ↑  David Grimaldi, Michael S. Engel: Evolution of the Insects. Cambridge University Press, 2005, ISBN 0-521-82149-5. S. 202.
6. ↑  Bernhard Misof et al.: Phylogenomics resolves the timing and pattern of insect evolution. In: Science. Band 346, Nr. 6210, 2014, S. 763–767, doi:10.1126/science.1257570.
7. ↑  Hojun Song et al.: 300 million years of diversification: elucidating the patterns of orthopteran evolution based on comprehensive taxon and gene sampling. In: Cladistics. Band 31, Nr. 6, 2015, S. 621–651, doi:10.1111/cla.12116.
8. ↑  Kluge. Etymologisches Wörterbuch (zahlreiche Auflagen), unter Heuschrecke.
9. ↑  Rudolf Schützeichel: Althochdeutsches Wörterbuch (mehrere Auflagen), unter hewiscrekco.
10. ↑  Vgl. auch Christoph Landolt: Heugümper, Heustraffel, Heustöffel, in: Wortgeschichte vom 31. August 2015, hrsg. von der Redaktion des Schweizerischen Idiotikons.
11. ↑  Vgl. auch Herbert Weidner: Faunistik und Volkskunde. Volkszoologisches von der Heuschrecke. In: Sudhoffs Archiv, Band 32, 1939, S. 155–166.
12. ↑  Orthoptera speciesfile online.
13. ↑  Willi Hennig: Wirbellose II: Gliedertiere. Taschenbuch der speziellen Zoologie Teil 2. Verlag Harri Deutsch, 1986. ISBN 3-87144-820-6.
14. ↑  Niels P. Kristensen (1981): Phylogeny of Insect Orders. Annual Review of Entomology Vol. 26: 135–157. doi:10.1146/annurev.en.26.010181.001031.
15. ↑  Malcolm Burrows & Oliver Morris (2003): Jumping and kicking in bush crickets. Journal of Experimental Biology 206: 1035–1049.
16. ↑  R. J. Wootton, K. E. Evans, R. Herbert, C. W. Smith (2000): The hind wing of the desert locust (Schistocerca gregaria Forskal). I. Functional morphology and mode of operation. Journal of Experimental Biology 203: 2921–2931. download.
17. ↑  W. Schulze & J. Schul (2001): Ultrasound avoidance behaviour in the bushcricket Tettigonia viridissima (Orthoptera: Tettigoniidae). Journal of Experimental Biology 204: 733–740. download.
18. ↑  vgl. D. Keith McE. Kevan (1986): A rationale for the classification of orthopteroid insects—the saltatorial orthopteroids or grigs—one order or two? Proceedings of the 4th Triennial Meeting of the Pan American Acridological Society 4: 49–67.
19. ↑  Bo Xiao, Ai-Hui Chen, Yan-Yan Zhang, Guo-Fang Jiang, Chao-Chao Hu, Chao-Dong Zhu (2012): Complete mitochondrial genomes of two cockroaches, Blattella germanica and Periplaneta americana, and the phylogenetic position of termites. Current Genetics 58: 65–77. doi:10.1007/s00294-012-0365-7.
20. ↑  Deutsche Gesellschaft für Orthopterologie. Abgerufen am 31. Januar 2023.
21. ↑  Kazunori Yoshizawa (2011): Monophyletic Polyneoptera recovered by the wing base structure. Systematic Entomology Volume 36, Issue 3: 377–394. doi:10.1111/j.1365-3113.2011.00572.x.
22. ↑  Orthoptera speciesfile online.
23. ↑  Tree of Life web project.
24. ↑  Encyclopedy of Life.
25. ↑  Fauna Europaea.
26. 1 2  Sigfrid Ingrisch: Order Orthoptera Oliver, 1789. In: Zhang, Z.-Q. (Ed.) Animal biodiversity: An outline of higher-level classification and survey of taxonomic richness. Zootaxa 3148: 195–197.
27. ↑   J. Daniel Fenn, Hojun Song, Stephen L. Cameron, Michael F. Whiting (2008): A preliminary mitochondrial genome phylogeny of Orthoptera (Insecta) and approaches to maximizing phylogenetic signal found within mitochondrial genome data. Molecular Phylogenetics and Evolution Volume 49, Issue 1: 59–68. doi:10.1016/j.ympev.2008.07.004.
28. ↑  Kiyoto Maekawa, Osamu Kitade, Tadao Matsumoto (1999): Molecular Phylogeny of Orthopteroid Insects based on the Mitochondrial Cytochrome Oxidase II Gene. Zoological Science 16: 175–184.
29. ↑  Matthew D. Terry & Michael F. Whiting (2005): Mantophasmatodea and phylogeny of the lower neopterous insects. Cladistics 21: 240–257.
30. ↑  Federico Plazzi, Andrea Ricci, Marco Passamonti (2011): The mitochondrial genome of Bacillus stick insects (Phasmatodea) and the phylogeny of orthopteroid insects. Molecular Phylogenetics and Evolution Volume 58, Issue 2: 304–316. doi:10.1016/j.ympev.2010.12.005.
31. ↑  Yanhui Wang, Michael S. Engel, Jose A. Rafael, Kai Dan1, Haoyang Wu, Ying Wang, Qiang Xie, Wenjun Bu (2013): A Unique Box in 28S rRNA Is Shared by the Enigmatic Insect Order Zoraptera and Dictyoptera. PLoS ONE 8(1): e53679 open access.
32. ↑  M. C. Jost, K. L. Shaw (2006): Phylogeny of Ensifera (Hexapoda: Orthoptera) using three ribosomal loci, with implications for the evolution of acoustic communication. Molecular Phylogenetics and Evolution Volume 38, Issue 2: 510–530. doi:10.1016/j.ympev.2005.10.004.
33. ↑  P. K. Flook, S. Klee, C. H. F. Rowell Combined Molecular Phylogenetic Analysis of the Orthoptera (Arthropoda, Insecta) and Implications for Their Higher Systematics. Systematic Biology Volume 48 Issue 2: 233–253. doi:10.1080/106351599260274.
34. ↑  Daniel Otte (1970): A Comparative Study of Communicative Behavior in Grasshoppers. Miscellaneous Publications, Museum of Zoology, University of Michigan No. 141.
35. ↑  Hojun Song (2009): Species-specifi city of male genitalia is characterized by shape, size, and complexity. Insect Systematics & Evolution 40: 159–170.
36. ↑  Darryl T. Gwynne (1997): The evolution of edible sperm sacs and other forms of courtship feeding in crickets, katydids and their kin (Orthoptera: Ensifera). In Jae C. Choe & Bernard J. Crespi (editors): The Evolution of Mating Systems in Insects and Arachnids. ISBN 9780521589765.
37. ↑  D. T. Gwynne (1988): Courtship feeding and the fitness of female katydids (Orthoptera: Tettigoniidae). Evolution 42(3): 545–555.
38. ↑   H. E. Braker (1989): Evolution and ecology of oviposition on host plants by acridoid grasshoppers. Biological Journal of the Linnean Society 38: 389–406. doi:10.1111/j.1095-8312.1989.tb01584.x.
39. 1 2 3 4  Sigfrid Ingrisch & Günter Köhler (1998): Die Heuschrecken Mitteleuropas. Die Neue Brehm-Bücherei Bd. 629. Westarp Wissenschaften (Magdeburg) ISBN 3-89432-461-9.
40. ↑  Toomas Esperk, Toomas Tammaru, Sören Nylin (2007): Intraspecific Variability in Number of Larval Instars in Insects. Journal of economic entomology Vol. 100, no. 3: 627–645.
41. ↑  T. Esperk, T. Tammaru, S. Nylin, T. Teder (2007): Achieving high sexual size dimorphism in insects: females add instars. Ecological Entomology 32: 243–256.
42. ↑  G. Köhler, S. Roth, K. Reinhardt (2008): Ten Instars in the Leprous Grasshopper, Phymateus leprosus (Fabricius, 1793) (Caelifera: Pyrgomorphidae): Maximum Number Recorded in the Acridoidea. Bonner zoologische Beiträge Band 56 Heft 1/2: 17–24.
43. ↑  Sinzo Masaki, Thomas J. Walker (1987): Cricket life cycles. Evolutionary Biology 21: 349–423.
44. ↑  Laurence H. Field (2001): The Biology of Wetas, King Crickets and Their Allies. CABI, S. 405.
45. ↑  Mehr als ein Viertel der europäischen Heuschrecken sind bedroht. Auf_ idw-online.de vom 1. Februar 2017.
46. ↑  S. K. Gangwere (1961): A monograph on food selection in Orthoptera. In: Transactions of the American Entomological Society, Band 87, Nr. 2/3: S. 67–230.
47. ↑  R. F. Chapman: Foraging and food choice in phytophagous insects. In: Jorg D. Hardege (editor): Chemical Ecology. Eolss Publishers, Oxford 2009, ISBN 9781848266292.
48. ↑  W. G. Kükenthal, Willy Kükenthal, Erwin Schimitschek (Hrsg.): Handbuch der Zoologie. Walter de Gruyter, Wiesbaden 1973, ISBN 978-3-11-004531-4.
49. ↑  Universität Wageningen/Jongema (2017): Worldwide list of recorded edible insects (PDF; 820 kB).
50. ↑  Karin Radner: Fressen und gefressen werden. Heuschrecken im Alten Orient. Welt des Orients 34, 2004, S. 7–22.
51. ↑  Europäische Kommission (12. November 2021): Approval of second insect as a Novel Food.
52. ↑  Vertretung der Europäischen Kommission in Deutschland (12. November 2021): Wanderheuschrecke: Kommission lässt zweites Insekt als Lebensmittelzutat für den EU-Markt zu.
53. ↑  BLV (28. April 2017): Insekten als Lebensmittel.